# Desoria tigrina
Desoria tigrina är en urinsektsart som beskrevs av Hercule Nicolet 1842. Desoria tigrina ingår i släktet Desoria, och familjen Isotomidae. Arten är reproducerande i Sverige.